# Кастро, Рамон
Рамон Эусебио Кастро Рус (исп. Ramón Eusebio Castro Ruz; 14 октября 1924, Куба — 23 февраля 2016, там же) — старший брат Фиделя и Рауля Кастро, а также одна из ключевых фигур Кубинской революции. Герой Труда Республики Куба (1987).

## Биография
В начале революции Рамон, как старший брат, остался дома, чтобы ухаживать за родителями и управлять фермой. Это пробудило в нём интерес к сельскому хозяйству, которое будет оставаться одним из основных элементов в его жизни.
Хотя он не принимал активного участия непосредственно в военных действиях, он выступал в роли интенданта военных сил Фиделя и Рауля и отвечал за поставки оружия и провизии. Рамон также изготовлял топливо на основе спирта во время нехватки бензина на Кубе.
После революции, отказался от работы на семейной ферме, поскольку та перешла в собственность государства. Он продолжил заниматься сельским хозяйством и в основном на нём лежит ответственность за проведение многих из сельскохозяйственных инициатив Кубы после революции.
Был женат, имел двоих детей, Рамона и Онейду Кастро Родригес; жил в Гаване.